# Траншейний стенд
Траншейний стенд (або трап) — майданчик для проведення змагань зі стендової стрільби. Траншейний стенд відрізняється від круглого тим, що стрілецькі номери розташовуються по прямій лінії. Змагання у траншейному стенді входять до програми Олімпійських ігор з 1900 року.

## Техніка стрільби на траншейному стенді
Будь-яка техніка починається з уміння контролювати м'язову напругу. Техніка на траншейному стенді складається зі стійки, вкладки та руху.
Стійка починається з розташування ніг на ширині 20-25 см один від одної, носок правої ноги розгорнутий праворуч під 45 градусів, тулуб трохи зігнутий у поперековому відділі, спина м'яка дугоподібна. Вага тіла й рушниці зміщені до центру тяжіння, який розташований між носками ніг.
На цьому етапі навчання важливо навчити:
1. Працювати на оптимально розслаблених м'язах.
2. Вміти тримати центр ваги при обертанні навколо нього.

Вкладка включає: розміщення приклада у праве плече, (якщо стрілець правша), у районі ключичніъ ямочки, амортизаторна гумка повністю стикається з тілом; Розміщення лівої руки на середині цівки, права перебуває на пістолеті приклада так, щоб середня частина першої фаланги вказівного пальця стикалася з нижньою частиною спускового гачка; розміщення голови на прикладі вертикальне, природне, без напруги м'язів шиї, щока щільно притиснута до прикладу.
Праве око повинне бачити всю планку та мушку. Обидва ока відкриті.
На цьому етапі навчання важливо:
1. Пояснити, що рушниця утримується лише руками та щокою.
2. Навчити контролювати постійне знаходження погляду на планці та мушці.
3. Створити єдине ціле стрілець-рушниця.
4. Визначити ведуче око і пояснити методику тренування ведучого ока.

Рух: існує зона вильоту та зона ураження мішені, у зоні вильоту відбувається випуск мішені, м'який впевнений початковий рух, який прискорюється у зоні ураження, постріл відбувається при проходженні мішені. Техніка вважається досконалою, якщо постріли відбуваються в однаковому часовому проміжку та перший постріл здійснюється у районі 25-28 метрів. У стендовій стрільбі на траншейному стенді розрізняють 5 рухів: вертикальний (пряма мішень), виконується внаслідок розгинання у поперековому відділі, для чого нам і потрібен нахил у стійці; рух у ліву та праву сторону під кутом 30 градусів (низькі ліві і праві мішені), виконується виключно на ногах з поворотом всього корпусу; рух ліворуч під кутом 45 градусів, виконується з правої ноги і при одночасному розгинанні правих косих м'язів спини; рух праворуч під кутом 45 градусів, виконується з лівої ноги і при одночасному розгинанні лівих косих м'язів спини.
На цьому етапі навчання важливо:
1. Чітко представляти та вміти робити всі 5 рухів.
2. Навчитися виконувати рух з прискоренням.
3. Навчитися контролювати випуск мішені. Всі окремі елементи техніки освоюються внаслідок роботи з рушницею вхолосту.

## Чемпіони у трапі
- Нікандров Юрій — український стрілець, чемпіон Універсіади 2013 року.